# Eyolfek
Eyolfek, ve starších překladech Malý Eyolf (Lille Eyolf), je drama Henrika Ibsena, které pochází z jeho posledního tvůrčího období, tedy po návratu do Norska (1891). Drama bylo napsáno v roce 1894. V této době se v Ibsenových hrách prolíná realismus se symbolismem. Často se objevuje téma poslání versus lidské štěstí. Konkrétně u Eyolfka se autor zaměřil na téma sobectví v kontrastu se sebeobětováním, tedy na otázku mravní odpovědnosti.
Hra se zatím dočkala pouze třech uvedení na českých jevištích. První uvedení se u nás uskutečnilo až v roce 1995 v Divadle v Řeznické (Praha). 

## Postavy
V Eyolfkovi vystupuje šest postav. Mezi hlavní postavy patří statkář Alfred Allmers, jeho žena Rita a jeho mladší sestra Asta. Dále se zde objevuje devítiletý syn manželů Allmersových Eyolfek, inženýr Borgheim a Krysařka.

## Děj
Hra je rozdělená do třech dějství. V prvním dějství se nacházíme na Allmersově statku u fjordu (několik mil od města), konkrétně v bohatě zařízeném pokoji orientovaném do zahrady. Druhé dějství se odehrává v nevelkém těsném údolí u břehu a ve třetím dějství se nacházíme v Allmersově zahradě. Děj se odehrává v létě během 24 hodin.
V prvním dějství se dozvídáme o nefunkčním manželství Allmersových a o nedávném duševním obratu Alfreda, který se právě vrací z léčebného pobytu v horách. Rita projevuje svou žárlivou a sobeckou povahu. Do domu Allmersových přichází Krysařka, která jim nabízí svou pomoc, spočívající ve vyhnání krys. Na konci prvního dějství dochází ke katastrofě – Eyolfek se utopí. Vinu za smrt Eyolfka přičítají rodiče právě Krysařce. V dalších dvou dějstvích se Alfred, Rita, Asta a Borgheim snaží vyrovnat se smrtí dítěte, především sledujeme Alfredovy duševní pochody. Alfred se také dozvídá pravdu o své sestře Astě – není to jeho sestra v pravém slova smyslu, nejsou pokrevně příbuzní. Toto zjištění je zásadní, jelikož Asta svého nevlastního bratra miluje. Rita i Alfred mají výčitky svědomí, kvůli smrti Eyolfka, a obviňují se navzájem. Vychází najevo, že ani jeden z rodičů neprojevoval Eyolfkovi dostatek lásky, ani se mu příliš nevěnoval. Jejich roli zastoupila v tomto ohledu Asta. Ve třetím dějství se atmosféra uklidňuje. Inženýr Borgheim se zdá být jedinou kladnou postavou. Má rád Astu a celou hru o ni usiluje. Ve třetím dějství odjíždí pryč, a spolu s ním nakonec i Asta. Alfred a Rita zůstanou sami a dochází u nich k vnitřnímu obratu. Rita tvrdí, že se chce začít starat o chudé děti. Alfred, který chtěl původně odejít do hor, se rozhodne zůstat a pomoct Ritě realizovat její záměr. Zdá se, že dochází k jejich usmíření. Svůj pocit viny se budou snažit odčinit tím, že se obětují ve prospěch druhých.
Drama se odvíjí chronologicky. Všechny hlavní postavy a jejich vztahy prochází vývojem; v souvislosti s rozpadem jejich dosavadních hodnot.

## České překlady
České překlady 
Hru poprvé do češtiny přeložil Konrád Pešek v roce 1910. Novější překlady pořídili: Viktor Šuman (strojopisný rukopis, rok neznámý), Jan Rak (1960) a František Fröhlich (2006).

## Česká uvedení
Česká uvedení 
- Divadlo v Řeznické Praha, režie Ondřej Zajíc, premiéra 3. března 1995
- Divadlo v Dlouhé Praha, režie Jan Nebeský, premiéra 23. února 2013
- HaDivadlo, Brno, režie Ivan Buraj, premiéra 16. listopadu 2017[5]